# Serhij Szkarłet
Serhij Mykołajowycz Szkarłet, ukr. Сергій Миколайович Шкарлет (ur. 19 października 1972 w Kokandzie) – ukraiński ekonomista i nauczyciel akademicki, rektor Czernihowskiego Narodowego Uniwersytetu Technologicznego, od 2020 do 2023 minister oświaty i nauki.

## Życiorys
W 1995 został absolwentem wydziału matematyki stosowanej Kijowskiego Instytutu Politechnicznego. W 1996 ukończył studia z rachunkowości i audytu na czernihowskiej politechnice. Uzyskał następnie stopnie kandydata nauk ekonomicznych (2000) i doktora nauk ekonomicznych (2008), drugi z nich na Narodowym Uniwersytecie Lotniczym w Kijowie. W 1995 pracował jako projektant, w 1996 zajął się działalnością dydaktyczną jako nauczyciel akademicki na czernichowskiej uczelni technicznej. W latach 1999–2001 był prorektorem, a następnie do 2010 rektorem instytutu stanowiącego część prywatnej uczelni MNTU. W latach 2010–2020 zajmował stanowisko rektora Czernihowskiego Narodowego Uniwersytetu Technologicznego.
W latach 2010–2015 z ramienia Partii Regionów zasiadał w radzie obwodu czernihowskiego. Później był związany z Blokiem Petra Poroszenki. W czerwcu 2020 został wiceministrem oświaty i nauki, powierzono mu tymczasowe kierowanie tym resortem w rządzie Denysa Szmyhala. W tym samym miesiącu media zaczęły publikować teksty, w których zarzucano mu popełnienie plagiatu w swoich publikacjach. Serhij Szkarłet zaprzeczał tym zarzutom. W grudniu 2020 awansowany na stanowisko ministra oświaty i nauki. Urząd ten sprawował do marca 2023.